# Wintores-Scharfschützengewehr
Das WSS-Wintores (russisch Винтовка Снайперская Специальная „Винторез“, „Spezial-Scharfschützengewehr Wintores“, GRAU-Index 6P29) ist ein schallgedämpftes Scharfschützengewehr aus Russland. Es verschießt spezielle Unterschallmunition im Kaliber 9 × 39 mm. Das Gewehr ist für eine Reichweite bis 400 Meter konzipiert und zeichnet sich durch seinen integrierten Schalldämpfer und eine gute Mannstoppwirkung aus. Hohe Präzision ist bis 200 Meter Entfernung gewährleistet.

## Beschreibung
Das WSS ist ein Gasdrucklader mit Drehkopfverschluss im Kaliber 9 × 39 mm. Das Aussehen und die Bedienung wurde bewusst an die Kalaschnikow angelehnt, obwohl das WSS technisch anders aufgebaut ist.
Der Drehkopfverschluss verfügt über sechs Verriegelungswarzen und zwei Steuernocken. In ihm sitzt der Schlagbolzen, der durch ein zylindrisches Schlagstück betätigt wird. Die Schlagfeder ist eine Schraubenfeder, die sich ebenso wie die Spannfeder am Ende des Verschlussgehäuses abstützt. Innerhalb des Abzugsbügels, hinter dem Abzug, befindet sich der Feuerwahlschalter – rechts für Einzel- und links für Dauerfeuer. Die Dauerfeueroption (theoretische Schussrate 800–900/min) ist nur für den Notfall gedacht, da Dauerfeuer die Präzision der Waffe nachhaltig verringert.
Die Gasentnahmebohrung sitzt nahe am Patronenlager und wird von dem Kunststoffhandschutz/-vorderschaft verdeckt. Das Gasrohr lässt sich nach teilweiser Demontage/feldmäßigem Zerlegen zum Reinigen nach hinten entnehmen. Vor dem Handschutz befindet sich das Außenrohr des Schalldämpfers. Der Lauf reicht nur etwa bis zur Hälfte des Rohres und ist mit mehreren Reihen Bohrungen versehen, durch die die Schussgase teilweise entweichen. Anschließend strömen sie in den vorderen Schalldämpferteil, wo sie durch mehrere, in wechselndem Winkel angeordnete Prallbleche gedämpft werden.
Entgegen häufiger Annahmen ist das WSS (wie fast jede schallgedämpfte Waffe) nicht lautlos, sondern verringert den Knall so weit, dass die Position des Schützen nicht einfach ausgemacht werden kann.
Der Schalldämpfer trägt das bis 420 m einstellbare Notvisier, das aus Schiebekimme und Korn besteht und kann durch pressen eines Federstifts und anschließende 90°-Rechtsdrehung gelöst und nach vorn abgezogen werden. Die Prallbleche lassen sich nach lösen des Mündungsbleches nach vorn aus dem Schalldämpfer entnehmen.
Das Magazin fasst 10 Schuss und wird von unten in den Magazinschacht eingeklinkt. Handhabung und Arretierung ähneln der Kalaschnikow. Die Magazine des WSS und das 20-Schuss-Magazin des AS Wal sind untereinander austauschbar.
Der Sicherungshebel sitzt rechts am Verschlussgehäuse, ist etwas kleiner als bei der Kalaschnikow, wird aber ebenso bedient. Er hat zwei Stellungen: oben „sicher“ und unten „Feuer“.
Der Schichtholzschaft in Skelettbauweise ähnelt dem des SWD und kann durch eine Schnellverriegelung mit einem Griff nach hinten abgezogen werden.
Das WSS hat an der linken Verschlussgehäuseseite die sowjetische Standard-Optikmontage, die auch bei den verschiedenen Kalaschnikow-Versionen dem SWD sowie diversen anderen Waffen verwendet wird.

## Munition
Die Munition ist so ausgelegt, dass die Geschosse nicht Überschall erreichen, um den beim Überwinden der Schallmauer auftretenden Überschallknall zu vermeiden.
- SP-5 (Stahlkern, Durchschlagsleistung 6 mm gehärteter Stahl auf 100 m; Stahlhelm auf 500 m.)[2]
- SP-6 (panzerbrechende Munition)
- PAB-9 (Wenn das Wintores als Teil des WSK-Scharfschützensystemes eingesetzt wird.)[2]

## Varianten
- Ausgangsvariante: seitliche Montageschiene, tiefgezogener Staubschutzdeckel
- WSS-M (GRAU-Index 6P29M): kantiger Staubschutzdeckel, vorn klappbar und mit Picatinny-Schiene oben. Zwei weitere Picatinny-Schienen links und rechts am Handschutz. Skelettierter Aluminium-Schaft mit verstellbarer Endkappe und Schaftbacke.
- KO WSS: Selbstlade-Jagdgewehr, längerer Lauf bis zur Mündung des Schalldämpfer-Außenrohres, nicht angebohrt. Dadurch nicht schallgedämpft. Schaft nicht schnellabnehmbar.[3]

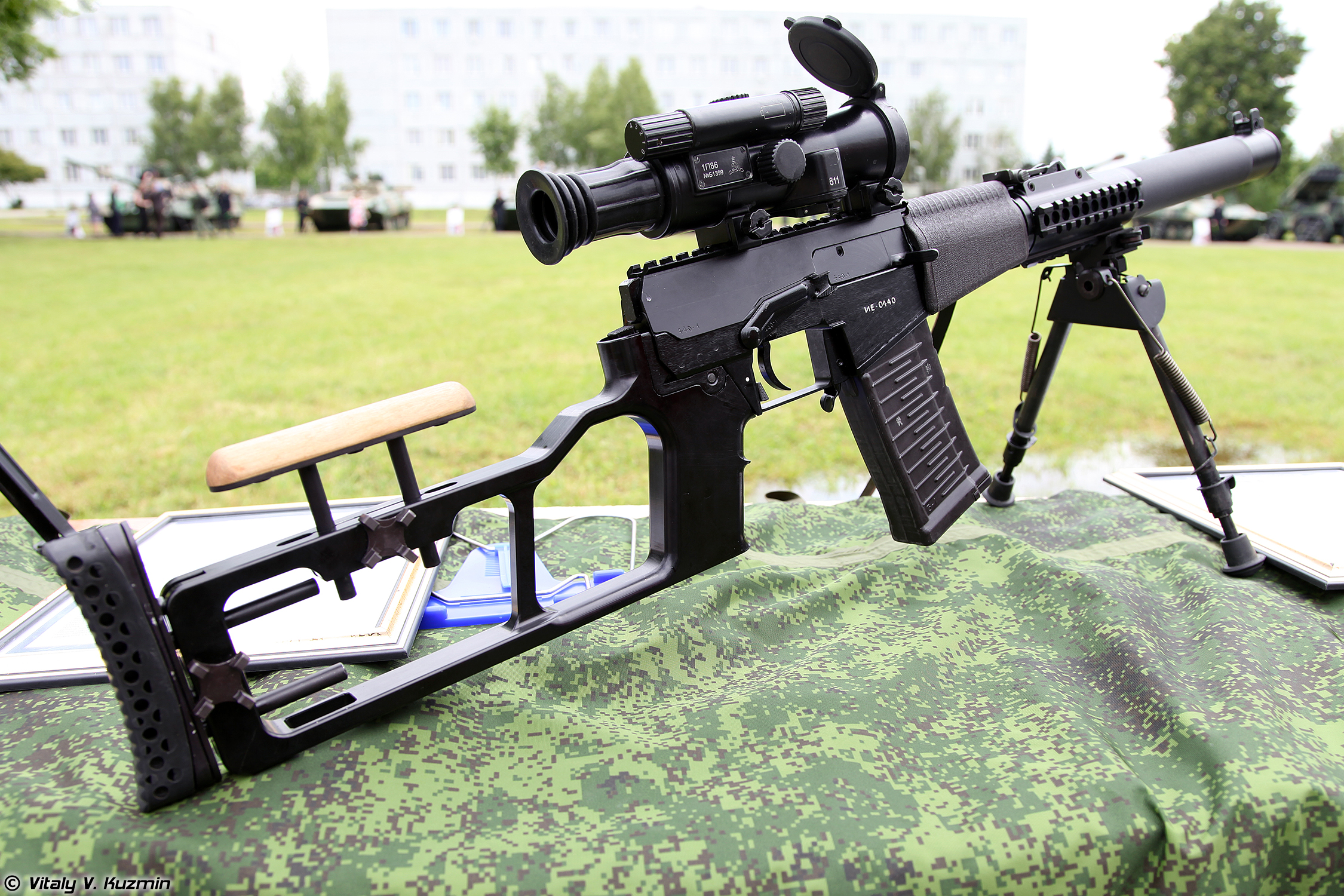
WSS-M

## Einsatz
Die Waffe ist seit 1987 im Einsatz. Sie wurde im sowjetisch-afghanischen Krieg, bei der Beendigung der Geiselnahme von Beslan und im Georgienkrieg eingesetzt. Am häufigsten kam sie im Ersten und Zweiten Tschetschenienkrieg zum Einsatz. Sie gehört zur regulären Ausrüstung der Truppen des Innenministeriums, der Speznas und der russischen Fernaufklärer.

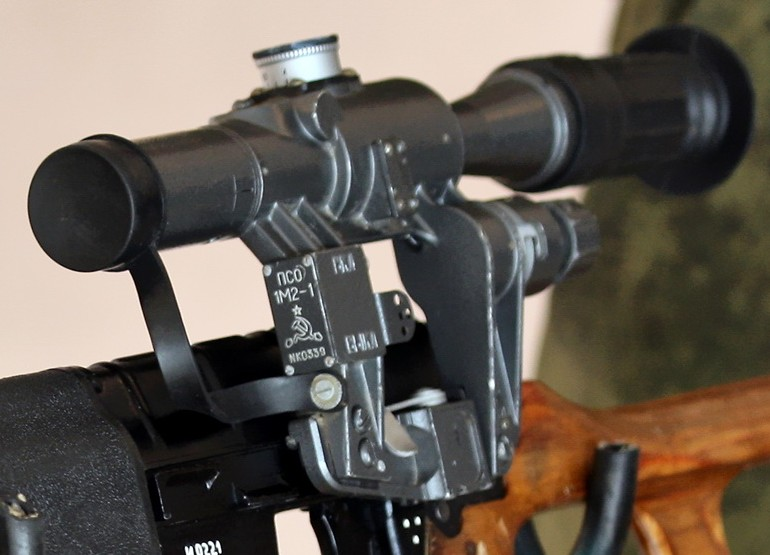
PSO-1-Zielfernrohr
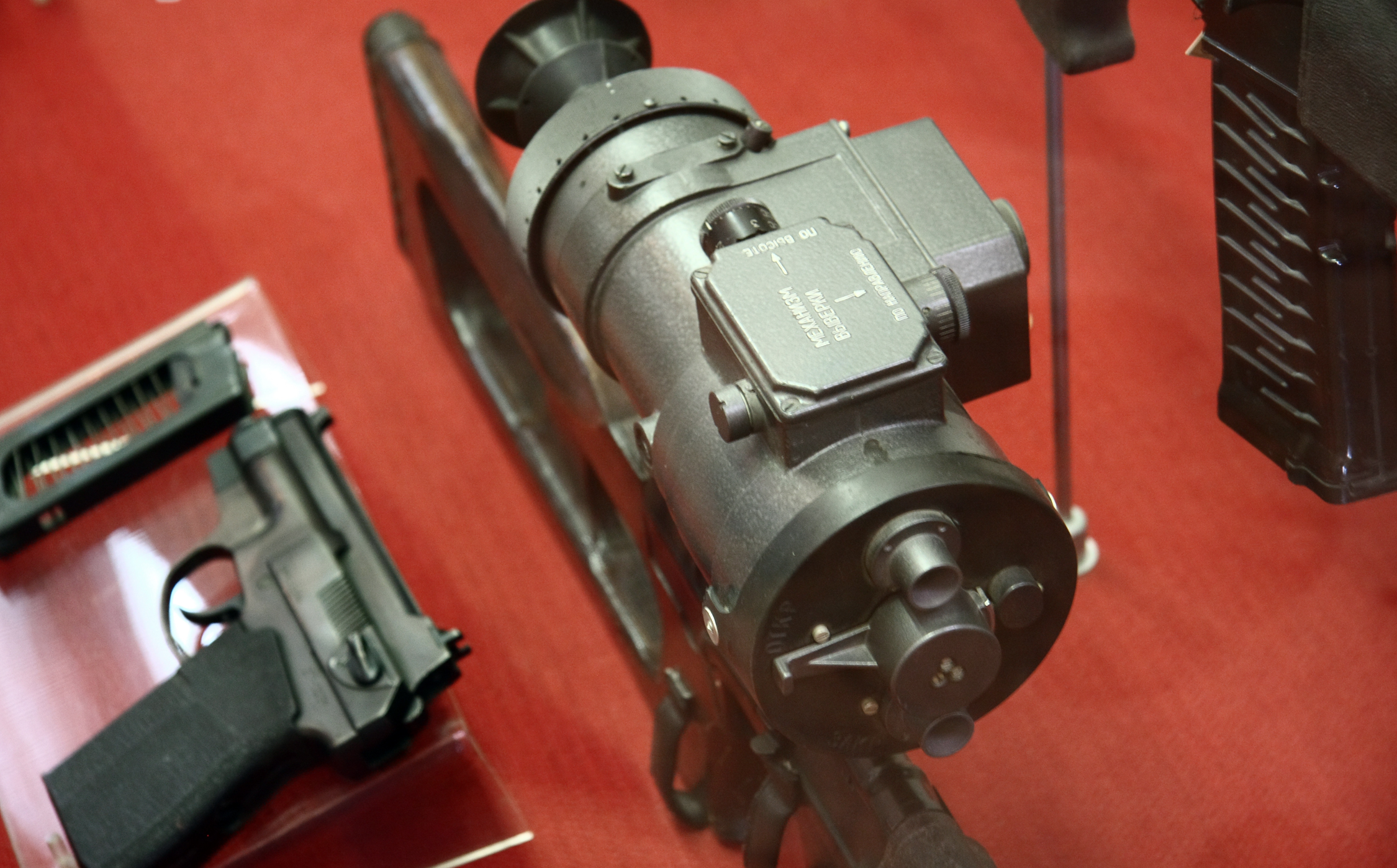
NSPU-3-Nachtsichtgerät
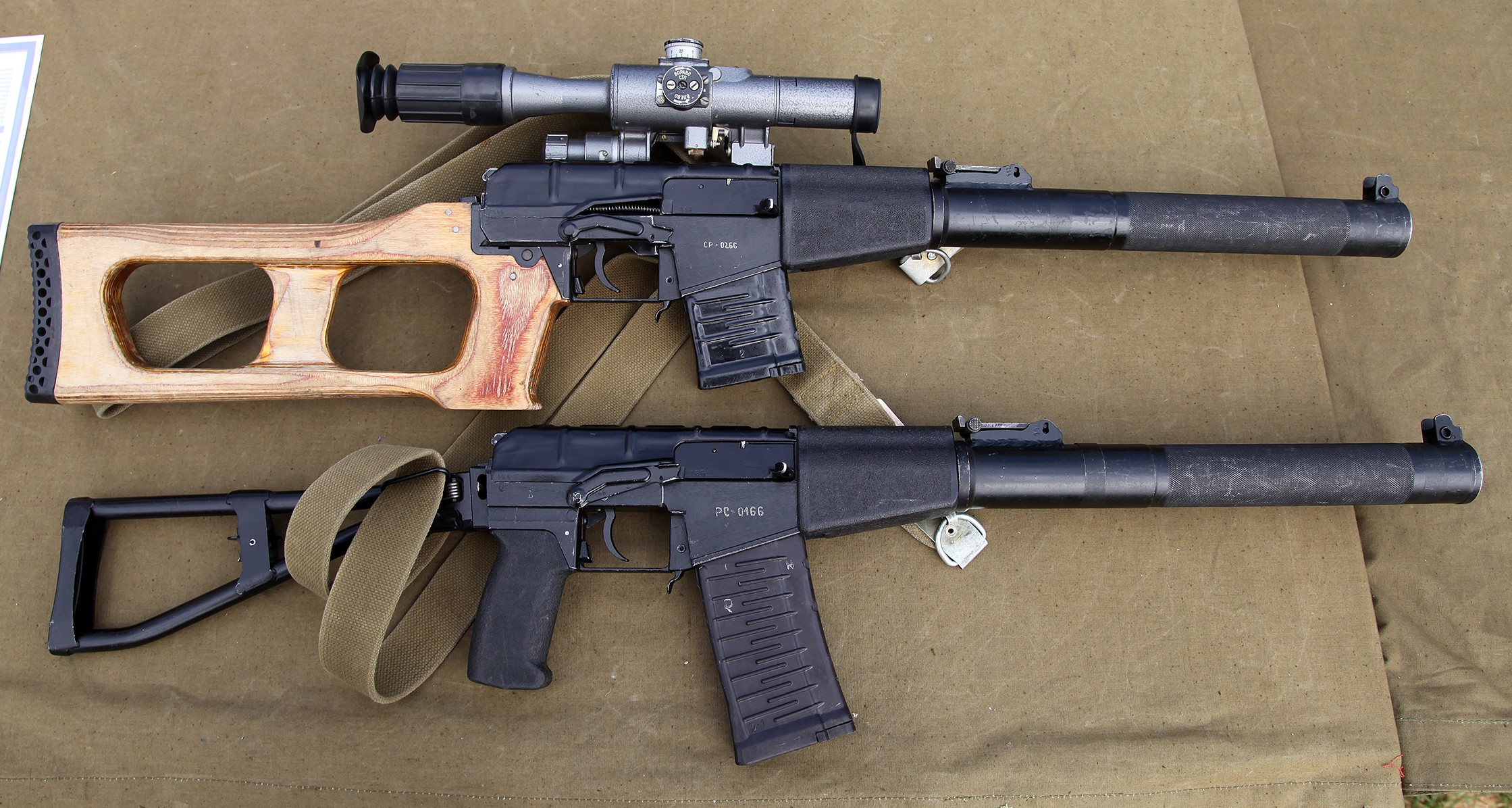
mit AS Wal